# Nan'ao (Shantou)
Nan'ao ( chino simplificado: 南澳县; chino tradicional: 南澳縣; Pinyin: Nán'ào) es un condado pertenece a la ciudad-prefectura de Shantou en la Provincia de Guangdong, República Popular China.
El condado tiene una superficie terrestre total de 113,8 km², compuesta por la isla principal Nan'ao y 33 islas periféricas, entre las cuales la isla principal Nan'ao cubre un área terrestre de 111.44 km².

## Historia
Desde la antigüedad, Nan’ao ha sido una estación de tránsito importante  para el comercio marítimo a lo largo de la costa sureste de China.
Ha habido actividades humanas en la isla de Nan'ao desde el Neolítico. El sitio cultural de la Montaña del Elefante, hace unos 8,000 años, es el hábitat más antiguo de ser humano descubierto en la parte oriental de Guangdong.
En el año 1575 (la dynastía Ming), el entonces gobierno central empezó a mandar generales adjuntos a la isla y estableció un cuartel general secundario, el cual fue elevado a cuartel de general en 1685 ( dynastia Qing).
El gobierno militar de Nan’ao  fue establecido en el año 1912. 
En 1950 se estableció el Gobierno Popular del Condado de Nan'ao.
Desde 1983, el Condado  Nan'ao se ha incorporado a la jurisdicción de la ciudad de Shantou.

## Geografía

### Localización
El condado Nan'ao se encuentra entre los 116 ° 53′ - 117 ° 19 ′ de longitud este y los 23 ° 11′ - 23 ° 32 ′ de latitud norte, que está situado en el Trópico de Cáncer. El área marítima total es de 4000 km² y el área de tierra es de 113,8 km². Consta de 33 islas con litoral de 99.2. km. La isla principal Nan'ao cubre un área de 111.44 km², con una distancia de 21.5 kilómetros de este a oeste.

### Clima
El clima de Nan'ao se caracteriza por monzón influenciado por el clima subtropical húmedo, con inviernos cortos y veranos largos y húmedos. La temperatura media anual es de 20 °C a 22 °C.
| Parámetros climáticos promedio de Nan'ao (1981−2010) | Parámetros climáticos promedio de Nan'ao (1981−2010) | Parámetros climáticos promedio de Nan'ao (1981−2010) | Parámetros climáticos promedio de Nan'ao (1981−2010) | Parámetros climáticos promedio de Nan'ao (1981−2010) | Parámetros climáticos promedio de Nan'ao (1981−2010) | Parámetros climáticos promedio de Nan'ao (1981−2010) | Parámetros climáticos promedio de Nan'ao (1981−2010) | Parámetros climáticos promedio de Nan'ao (1981−2010) | Parámetros climáticos promedio de Nan'ao (1981−2010) | Parámetros climáticos promedio de Nan'ao (1981−2010) | Parámetros climáticos promedio de Nan'ao (1981−2010) | Parámetros climáticos promedio de Nan'ao (1981−2010) | Parámetros climáticos promedio de Nan'ao (1981−2010) |
| Mes                                                  | Ene.                                                 | Feb.                                                 | Mar.                                                 | Abr.                                                 | May.                                                 | Jun.                                                 | Jul.                                                 | Ago.                                                 | Sep.                                                 | Oct.                                                 | Nov.                                                 | Dic.                                                 | Anual                                                |
| ---------------------------------------------------- | ---------------------------------------------------- | ---------------------------------------------------- | ---------------------------------------------------- | ---------------------------------------------------- | ---------------------------------------------------- | ---------------------------------------------------- | ---------------------------------------------------- | ---------------------------------------------------- | ---------------------------------------------------- | ---------------------------------------------------- | ---------------------------------------------------- | ---------------------------------------------------- | ---------------------------------------------------- |
| Temp. máx. abs. (°C)                                 | 26.4                                                 | 28.2                                                 | 27.7                                                 | 30.2                                                 | 32.9                                                 | 35.3                                                 | 37.8                                                 | 35.4                                                 | 35.3                                                 | 33.4                                                 | 30.6                                                 | 27.8                                                 | '                                                    |
| Temp. máx. media (°C)                                | 18.2                                                 | 18.3                                                 | 20.5                                                 | 23.9                                                 | 27.3                                                 | 29.2                                                 | 30.6                                                 | 30.8                                                 | 30.2                                                 | 27.7                                                 | 24.1                                                 | 20.1                                                 | 25.1                                                 |
| Temp. media (°C)                                     | 14.4                                                 | 14.8                                                 | 16.9                                                 | 20.6                                                 | 24.2                                                 | 26.6                                                 | 27.7                                                 | 27.7                                                 | 27.0                                                 | 24.4                                                 | 20.6                                                 | 16.4                                                 | 21.8                                                 |
| Temp. mín. media (°C)                                | 11.7                                                 | 12.3                                                 | 14.2                                                 | 18.0                                                 | 21.7                                                 | 24.4                                                 | 25.1                                                 | 25.1                                                 | 24.2                                                 | 21.6                                                 | 17.7                                                 | 13.4                                                 | 19.1                                                 |
| Temp. mín. abs. (°C)                                 | 3.4                                                  | 5.5                                                  | 4.4                                                  | 8.1                                                  | 14.3                                                 | 16.9                                                 | 21.9                                                 | 22.0                                                 | 18.0                                                 | 12.9                                                 | 6.9                                                  | 2.5                                                  | '                                                    |
| Precipitación total (mm)                             | 24.3                                                 | 60.1                                                 | 91.7                                                 | 133.2                                                | 171.3                                                | 247.8                                                | 174.1                                                | 255.3                                                | 153.5                                                | 40.7                                                 | 34.6                                                 | 30.5                                                 | 1417.1                                               |
| Humedad relativa (%)                                 | 73                                                   | 76                                                   | 78                                                   | 80                                                   | 83                                                   | 87                                                   | 86                                                   | 85                                                   | 78                                                   | 70                                                   | 70                                                   | 70                                                   | 78                                                   |
| Fuente: China Meteorological Data Service Center     |                                                      |                                                      |                                                      |                                                      |                                                      |                                                      |                                                      |                                                      |                                                      |                                                      |                                                      |                                                      |                                                      |

## Economía
| Actividades económicas (2018)                | Importe(USD) | Tasa de Crecimiento anual(%) |
| -------------------------------------------- | ------------ | ---------------------------- |
| Importación y exportación                    | 14,806,579   | 22.8                         |
| Ingreso del presupuesto de finanzas públicas | 39,169,262   | 13.2                         |
| Ingreso fiscal                               | 28,106,188   | 40.8                         |
| Inversión total en activos fijos             | 299,450,503  | 13.4                         |
| PIB                                          | 368,669,466  | 5                            |
| Venta al por menor de bienes de consumo      | 397,556,390  | 8.9                          |
| Aumento del valor de la industria terciaria  | 138,890,850  | 5.7                          |
| Producción agrícola                          | 327,065,550  | 4.2                          |

## Infraestructuras

### Puente Nan'ao
El puente Nan'ao, que cruza el mar y conecta el distrito de Chenghai y el condado de Nan'ao, se abrió oficialmente al tráfico el 1 de enero de 2015. La ruta tiene una longitud de aproximadamente 11,08 kilómetros, de los cuales la longitud total del puente es de 9341 metros y la longitud total de la línea de conexión es de 1739 metros. La velocidad proyectada por el puente es de 60 km / h. El ancho de la subrasante es de 12 metros y el ancho neto del puente es de 11 metros.

### Parque eólico Nan'ao
La isla cuenta con abundantes recursos eólicos, con una velocidad de viento promedio anual de 8.44 m / s, una velocidad de viento efectiva anual de 7215 horas y una densidad promedio efectiva anual de energía eólica de 678 W / m². A partir del año 1988  se ha desarrollado mucho en la isla la energía eólica, se han construido un total de 10 parques eólicos que cuentan con 236 aerogeneradores en total, con una capacidad instalada total de 171.700 kilovatios, la generación anual de energía es de unos 370 millones de kWh.

## Turismo

### Isla de Tesoro
Al noreste de la isla Nan'ao, hay una pequeña isla cerca de la costa, con un área total de menos de 1 km², conocida como "Isla de Tesoro". Se cree que fue el lugar donde el pirata de la dinastía Ming, Wu Ping, escondió sus tesoros. 
Durante el período de Jiajing de la dinastía Ming, un pirata llamado Wu Ping construyó su campamento en la bahía de Shen’ao, desde donde amplió constantemente su esfera de influencia y acumuló mucha riqueza. En 1565 el pirata y su grupo  fueron derrotados por el general enviado por la corte imperial a Nan'ao. Wu Ping escondió todos sus tesoros en esta pequeña isla ahora conocida como la Isla de Tesoro, y luego se lanzó al mar para suicidarse.  A lo largo de los años, la isla ha atraído a muchos exploradores para buscar tesoros debido a su misterio, pero  hasta hoy, la ubicación de los tesoros enterrados aun sigue siendo desconocida.

### Parque Forestal Nacional de Flores Amarillas
Ubicado en el oeste de la isla de Nanao, con un área total de 13,73 km² y una cobertura forestal de más del 90%, del parque es rico en recursos naturales. Hay más de 1440 plantas tropicales y subtropicales en 102 familias, incluyendo Podocarpus Nagi, uva de hoja fina y plantas de boj. Cuenta con más de 40 tipos de animales silvestres protegidos a nivel nacional, como la garceta, pitones y Cyclemys trifasciata (tortugas de moneda). En el parque se encuentra la montaña Dajian, conocida como el "Primer Pico en Shantou", con una elevación de 588.1 metros. La erosión de la brisa marina, la luz solar y la lluvia durante mucho tiempo causaron el desgaste de las rocas, dando forma al granito.

### La Puerta de la Naturaleza
La Puerta de la Naturaleza está ubicada en la plaza del Trópico de Cáncer en la bahía de Qing'ao. El diseño de la torre evolucionó desde el carácter chino "puerta"(门）. El radio de la esfera es de 3.21 metros，que corresponde al 21 de marzo, equinoccio de primavera, la longitud del voladizo es de 6.22 metros, que corresponde al solsticio de verano el 22 de junio, la altura de la torre es de 12.22 metros, que corresponde al solsticio de invierno en 22 de diciembre y el ángulo de inclinación de los dos pilares del portal corresponde a 23.50 latitud norte. Cada solsticio de verano al mediodía, cuando el sol brilla directamente sobre el Trópico de Cáncer, la sombra pasará por el tubo central de la esfera superior y el luz solar brilla directamente en el centro de la plataforma.